# 山崎勉 (翻訳家)
山崎 勉（やまざき つとむ、1927年 - 2020年7月13日）は、日本の英米文学者、翻訳家。専修大学名誉教授。

## 略歴
福井県に生れる。東京大学文学部卒業。

## 著書

### 共編著
- 『ジェイムズ・ジョイス ユリシーズ百科事典』（小川美彦, 近藤耕人ほか著、英宝社） 1997
- 「シリーズ 性を問う」全5巻（大庭健, 長谷川真理子, 鐘ケ江晴彦, 山崎カヲル共編、専修大学出版局） 1997・1998
  1. 『原理論』
  2. 『性差』
  3. 『共同体』
  4. 『表現』
  5. 『ゆらぎ』
- 「小島信夫批評集成」全8巻（小島信夫、千石英世, 中村邦生共編、水声社） 2010 - 2011
  1. 『現代文学の進退』
  2. 『変幻自在の人間』
  3. 『私の作家評伝』
  4. 『私の作家遍歴1・黄金の女達』
  5. 『私の作家遍歴2・最後の講義』
  6. 『私の作家遍歴3・奴隷の寓話』
  7. 『そんなに沢山のトランクを』
  8. 『漱石を読む』

## 翻訳
- 『かめ』（ルイス・ダーリング, ロイス・ダーリング文・絵、福音館書店、福音館の科学シリーズ29） 1968
- 『草は歌っている』（ドリス・レッシング、酒井格共訳、晶文社、今日の文学） 1970
- 『セルビアの白鷲』（ロレンス・ダレル、晶文社、文学のおくりもの4） 1971
- 『武器をとる作家たち - スペイン市民戦争と六人の作家』（F・R・ベンソン、大西洋三共訳、紀伊国屋書店） 1971
- 『荒野の羊飼い』（アン・N・クラーク、ぬぷん児童図書出版、心の児童文学館シリーズ） 1980
- 『逃げるが勝ち』（ロレンス・ダレル、中村邦生共訳、晶文社、文学のおくりもの26） 1980
- 『アフリカ : 文学的イメージ』（マーティン・タッカー、彩流社） 1992
- 『黒い春』（ヘンリー・ミラー、水声社、ヘンリー・ミラー・コレクション3） 2004
- 『暮れなずむ女』（ドリス・レッシング、水声社、フィクションの楽しみ） 2007

### ドナルド・バーセルミ
- 『口に出せない習慣、奇妙な行為』（ドナルド・バーセルミ、邦高忠二共訳 サンリオ、サンリオSF文庫） 1979、のち彩流社で再刊
- 『罪深き愉しみ』（ドナルド・バーセルミ、中村邦生共訳、サンリオ、サンリオSF文庫） 1981、のち彩流社で再刊
- 『アマチュアたち』（ドナルド・バーセルミ、田島俊雄共訳、サンリオ、サンリオSF文庫） 1982、のち彩流社で再刊
- 『哀しみ』（ドナルド・バーセルミ、彩流社、現代アメリカ文学叢書11） 1998

## 参考資料
- 『罪深き愉しみ』訳者紹介 - 彩流社 at the Wayback Machine (archived 2018-01-15)